# Metaleurop
Metaleurop était un groupe français spécialisé dans la production, la transformation et la valorisation des métaux non ferreux tels que le zinc, le plomb ou les métaux spéciaux (indium, etc.). Le groupe est issu de la fusion en 1988 des activités dans le zinc et le plomb de Imétal (initialement issu de la société Peñarroya) et de la branche des métaux non ferreux du groupe Preussag. Les principaux sites de production sont en France, en Belgique et en Allemagne. L'actionnaire principal est le groupe suisse de négoce de matières premières Glencore.

## L'affaire de la liquidation deMetaleurop Nord
Metaleurop s'est fait connaître lors de la liquidation en mars 2003 de sa filiale Metaleurop Nord, qui exploitait une fonderie à Noyelles-Godault. Une longue polémique entoura le licenciement des 830 salariés, et l'abandon d'un site considéré comme le plus pollué de France.
La filiale du Nord de la France était alors au bord de la faillite, malgré les ressources du premier actionnaire (Glencore) de sa maison mère. La raison invoquée par Metaleurop : des cours des métaux au plus bas depuis des années, des pertes répétées et importantes de sa filiale et une situation financière également critique pour la maison mère. Après l'arrêt du financement de sa filiale par Metaleurop, Metaleurop Nord a été placée en redressement judiciaire en novembre 2002. Pour les salariés employés sur le site, les dépenses ont volontairement explosé afin de couler l'entreprise et ainsi pouvoir délocaliser son activité plus facilement : des matériaux et outils inutiles auraient été achetés en grande quantité ; les canalisations, essentielles à l'exploitation du cœur de métier de l'entreprise, n'auraient plus été entretenues. 
En mars 2003, Metaleurop Nord est mise en liquidation judiciaire et en novembre de la même année Metaleurop SA est mise en redressement judiciaire. 
Parallèlement, une action en justice des liquidateurs et du comité d'entreprise de Metaleurop Nord aboutit à ce que la cour d'appel de Douai étende la liquidation de la filiale à sa maison-mère, dans un arrêt du 16 décembre 2004. La cour a en effet considéré que Metaleurop Nord n'était pas indépendant de Metaleurop. Le 6 avril 2005, le tribunal de grande instance de Béthune attribue la reprise de Metaleurop SA à trois groupes industriels. Mais le 19 avril, l'arrêt de la cour d'appel de Douai est cassé. La procédure de reprise est donc caduque. L'affaire parvient devant la cour d'appel de Paris qui déboute les liquidateurs et le comité d'entreprise, le 11 octobre 2005.
Autour d'une nouvelle équipe de direction, Metaleurop SA met en œuvre un plan de continuation déposé auprès du tribunal de commerce de Paris. Le 21 janvier 2006, le groupe est de nouveau coté à la Bourse de Paris, après deux ans de suspension.

## Films documentaires sur la fermeture de Metaleurop Nord
Plusieurs films/documentaires, dont Le Conflit Metaleurop de Stéhane Czubek et Gilles Lallement, qui ont cherché à faire comprendre ce qu'ont vécu les 830 salariés de Métaleurop-Nord, lorsqu'ils ont appris le 17 janvier 2003 que leur usine, la plus importante fonderie de plomb et de zinc d'Europe, fermait, sans plan social, sans indemnité de licenciement prévus, ce qui a déclenché l'occupation de l'usine et la prise de conscience de l'existence de graves séquelles environnementales. 
Liste des films documentaires :
- Metaleurop : L'autre guerre ... de John Paul Lepers (2003)
- Metaleurop : Les Naufrageurs démasqués de Chœurs de fondeurs et de ATTAC-Romans. (2003)
- Metaleurop : Les fondeurs se souviennent de Lionel Puchband (montage 2004 de tournages de l'usine en 1999)
- L'Éléphant, la fourmi et l'État. Aujourd'hui Metaleurop, demain ... ? de Jean-Michel Meurice et Christian Dauriac (2004)
- Lundi Investigation - Glencore : La Multinationale des flibustiers de l'économie de Patrice des Mazery (2004)
- Metaleurop : Germinal 2003 de Jean Michel Vennamini (2004)
- Le Conflit Metaleurop de Stéphane Czubek et de Gilles Lallement (2004)
- Complément d'enquête - Metaleurop : Du chômage au braquage de Joël Bruandel et Guillaume Michel présenté par Benoît Duquesne (2004).
- Fondre en chœur. Metaleurop... 3 ans après documentaire collectif.
- Enquête sur la face sombre de la prospérité helvétique : Paradis fiscal, enfer social de la Télévision suisse romande (TSR) (2006).